# Jacksonville Tea Men
I Jacksonville Tea Men furono un club calcistico statunitense di Jacksonville (Florida). Fondati nel 1978 nel Massachusetts come New England Tea Men, si trasferirono nel 1981. Attivi nella North American Soccer League, disputarono anche due campionati nelle leghe minori. Il club fu sciolto nel 1984.

## Storia
Al termine della stagione 1980 la franchigia dei New England Tea Men venne trasferita in Florida, per mancato successo di pubblico e di appeal verso gli sponsor. Ribattezzati "Jacksonville Tea Men", disputarono in totale due campionati regolari e due indoor della NASL. Il loro miglior risultato complessivo furono i quarti di finale raggiunti nella stagione 1981. Al termine della stagione 1982 il club decise il trasferimento nell'American Soccer League, campionato di seconda divisione, di cui fu campione nel 1983. Nel 1984 prese parte alla neonata United Soccer League (USL) ma vi rimase per una sola stagione, dopodiché il club si sciolse definitivamente.
Tra i vari giocatori europei che militarono nella squadra, il più noto è certamente lo scozzese Archie Gemmill, già campione d'Europa coi Nottingham Forest.

## Cronologia
| Stagione | NASL | NASL Indoor | ASL-2     | USL  | U.S. Cup | Affluenza media |
| -------- | ---- | ----------- | --------- | ---- | -------- | --------------- |
| 1980/81  | -    | n.q.        | -         | -    | -        | -               |
| 1981     | QF   | -           | -         | -    | -        | 9.507           |
| 1981/82  | -    | n.q.        | -         | -    | -        | -               |
| 1982     | n.q. | -           | -         | -    | -        | 7.160           |
| 1983     | -    | -           | Vincitore | -    | -        | -               |
| 1984     | -    | -           | -         | n.q. | -        | -               |

## Stadi
Il Gator Bowl di Jacksonville è stato quasi interamente demolito, nel 1993, a scopo di ricostruzione. Inaugurato negli anni quaranta, ha quasi sempre ospitato incontri di football americano. Dopo la ristrutturazione, il nuovo impianto che ivi sorge ha conservato solo la tribuna superiore occidentale del vecchio Gator Bowl. Anche il nome è cambiato, in quanto oggi si chiama Jacksonville Municipal Stadium. Sia il vecchio che il nuovo impianto sono di proprietà della città di Jacksonville.

## Palmarès

### Competizioni nazionali
- American Soccer League: 1

1983